# توماس رودی
توماس رودی (ایتالیایی: Thomas Rudy؛ ‏ ۴ آوریل ۱۹۴۱–۱۵ سپتامبر ۲۰۲۱) بازیگر اهل ایتالیا است.
از فیلم‌هایی که وی در آن‌ها نقش داشته است، می‌توان به دختران اس‌اس، به من میگن ترینیتی، خانم دکتر ملوانان را بیشتر می‌پسندد، همسر سفیدپوش… عاشق آتشین‌مزاج، خانم دکتر رفته پیش جناب سرهنگ!، یک زن، دو دوست، چهار عاشق، یک پلیس زن در جوخه هرزه‌ها و راننده تاکسی اشاره نمود.